# Wojciech Korfanty
Wojciech Korfanty, nato Adalbert Korfanty, (Siemianowice Śląskie, 20 aprile 1873 – Varsavia, 17 agosto 1939), è stato un giornalista, politico e attivista polacco, che ricoprì la carica di deputato al Reichstag e al Landtag prussiano nell'Impero tedesco, e in seguito membro del Sejm della Seconda Repubblica di Polonia. Per un breve periodo fu anche un leader paramilitare, conosciuto per aver organizzato le rivolte slesiane nella Provincia dell'Alta Slesia tedesca.
Fu conosciuto per le sue politiche all'inizio della prima guerra mondiale che cercarono di annettere la Slesia alla Polonia. Combatté per proteggere i polacchi dalla discriminazione e contro le politiche di germanizzazione nell'Alta Slesia. Korfanty fu uno dei principali sostenitori dell'unione dell'Alta Slesia al nuovo Stato polacco dopo la guerra.

## Biografia

### Gioventù
Korfanty nacque figlio di un minatore a Sadzawka, parte di Siemianowice (all'epoca Laurahütte), nella Slesia prussiana, allora nell'Impero tedesco. Dal 1895 al 1901 studiò filosofia, giurisprudenza ed economia, prima all'Università tecnica di Berlino e poi all'Università di Breslavia, dove ebbe come insegnante il marxista Werner Sombart, con cui coltivò un rapporto di amicizia che durò molti anni.

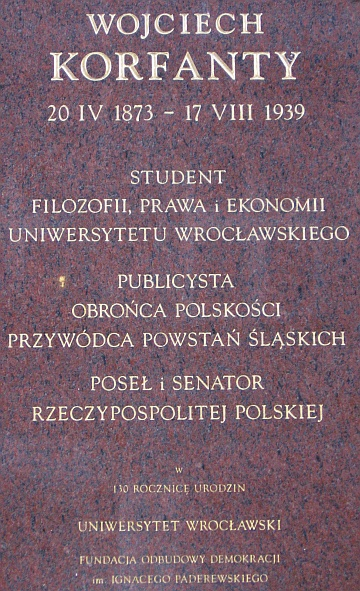
Targa dedicata dall'Università di Breslavia per celebrare il 130º anniversario della nascita di Korfanty nel 2003. Il testo recita: Studente di filosofia, legge ed economia all'Università di Breslavia; giornalista, difensore della Polonia, leader delle rivolte slesiane; membro del parlamento e senatore della Repubblica Polacca.

Nel 1901 Korfanty divenne editore in capo del giornale in lingua polacca Górnoslązak (L'Alto Slesiano), in cui si appellò alla coscienza nazionale della popolazione di lingua polacca della regione.
Nel 1903 Korfanty fu eletto al Reichstag tedesco e nel 1904 al Landtag prussiano, dove rappresentò il "circolo polacco" indipendente (Polskie koło). Questo costituì uno staccarsi dalla tradizione, dato che la minoranza polacca in Russia aveva fino ad allora sostenuto alle elezioni principalmente il Centro Cattolico. Dato che il Centro Cattolico aveva rifiutato di proteggere i diritti polacchi, i polacchi presero le distanze dal partito, cercando altrove protezione. In un articolo polemico, intitolato Precz z Centrum ("Via dal Centro Cattolico", 1901), Korfanty aveva spinto i cattolici di lingua polacca abitanti in Germania ad andare oltre la loro indifferenza nazionalista, e di far avere il loro sostegno politico al cattolicesimo sovranazionale, per la causa della nazione polacca. Tuttavia, Korfanty mantenne le sue convinzioni democratico-cristiane, e in seguitò vi fece ritorno nella politica polacca.

### Restaurazione polacca
Al termine della prima guerra mondiale, nel 1918, fu proclamato dalla Germania il Regno di Polonia, che fu sostituito da uno Stato polacco indipendente. In un discorso al Reichstag del 25 ottobre 1918, Korfanty chiese che le province della Prussia Occidentale (inclusa Ermeland e la città di Danzica (Gdańsk)), la Provincia di Posen, e parti delle province della Prussia Orientale (Masuria) e Slesia (Alta Slesia) fossero incluse nello Stato polacco.
Dopo la guerra, durante la sollevazione della Grande Polonia, Korfanty divenne membro del Naczelna Rada Ludowa (Consiglio Popolare Supremo) a Poznań (Posen), e membro del parlamento provvisorio polacco, il Constituanta-Sejm. Fu anche capo del comitato per il Plebiscito dell'Alta Slesia svoltosi nella regione. Fu uno dei capi della seconda rivolta slesiana, nel 1920 e nella terza rivolta nel 1921 — le insurrezioni polacche, sostenute e finanziate da Versavia, contro il dominio tedesco nell'Alta Slesia. Le autorità tedesche furono obbligate a lasciare le loro posizioni dalla Società delle Nazioni. Quest'ultima assegnò alla Polonia circa metà della popolazione e i distretti più economicamente avanzati, che furono quindi annessi allo Stato polacco. Korfanty fu accusato dai tedeschi di organizzare il terrorismo contro i civili tedeschi dell'Alta Slesia. I giornali della propaganda tedesca lo calunniarono di aver ordinato l'assassinio del politico slesiano Theofil Kupka.

### Politiche repubblicane
Korfanty fu deputato al Sejm nazionale dal 1922 al 1930, e nel Parlamento slesiano dal 1922 al 1935, dove rappresentò i cristiano-democratici. Si oppose all'autonomia del Voivodato della Slesia, che vedeva come ostacolo alla sua reintegrazione nella Polonia. Tuttavia, Wojciech Korfanty difese i diritti della minoranza tedesca nell'Alta Slesia, in quanto credeva che la prosperità delle minoranze arricchisse l'intera società di una regione.
Funse brevemente da vice premier nel governo di Wincenty Witos (ottobre-dicembre 1923). Dal 1924 riprese la sua attività giornalistiche come editore in capo dei giornali Rzeczpospolita ("La Repubblica", da non confondere con il moderno giornale con lo stesso nome) e Polonia. Si oppose al colpo di stato di maggio di Józef Piłsudski e alla successiva istituzione del governo di Sanacja. Nel 1930 fu arrestato e imprigionato presso la fortezza di Brest-Litovsk, insieme ad altri leader di Centrolew, un'alleanza di centrosinistra e centristi in opposizione al governo.

### Esilio
Nel 1935 fu obbligato a lasciare la Polonia ed emigrò in Cecoslovacchia, dove partecipò al gruppo di centro-destra Fronte Morges costituito da emigrati Ignacy Paderewski e Władysław Sikorski. Dopo l'invasione della Cecoslovacchia da parte della Germania nazista Korfanty si spostò in Francia; tornò in Polonia nell'aprile 1939, dopo che la Germania ebbe cancellato il patto di non aggressione tedesco-polacco del 1934, sperando che la nuova minaccia all'indipendenza polacca potesse aiutarlo a superare la sua epurazione politica. Fu arrestato subito dopo l'arrivo; nel mese di agosto fu rilasciato per motivi di salute e morì poco dopo, due settimane prima dell'inizio della seconda guerra mondiale con l'invasione della Polonia da parte della Germania. Nonostante la sua causa di morte sia ancora non certa, si sospetta che la sua salute sia stata indebolita dal trattamento ricevuto in prigione.

## Dopo la morte
Dopo il 1945, quando i comunisti cercarono la legittimazione come vincitori e garantisti dell'indipendenza polacca, Korfanty fu infine riabilitato come eroe nazionale per la sua battaglia per la protezione della popolazione polacca dalla discriminazione nell'Alta Slesia, e per i suoi sforzi per l'unione della Slesia alla Polonia. Oggi molte strade, piazze e istituzioni prendono il nome da Wojciech Korfanty. Quando la Slesia di Opole divenne polacca nel 1945, la città di Friedland in Oberschlesien, all'interno della Provincia tedesca dell'Alta Slesia, fu ridenominata Korfantów in suo onore.